# Laboratoire de Spiez
Le laboratoire de Spiez est un institut suisse spécialisé en matière de menaces atomiques, biologiques et chimiques (risques NRBC) rattaché à l'Office fédéral de la protection de la population.

## Description
L'institution dispose notamment de laboratoires pour les pathogènes de classe 2 (P2), 3 (P3) et 4 (P4). Dans le cadre militaire, le Véhicule d’exploration ABC fournit au laboratoire de Spiez des échantillons pour analyse.

### Laboratoire P4
Le Laboratoire de Spiez dispose depuis 2010 d'un laboratoire de niveau P4, ayant coûté 28,5 millions de francs suisses. Il s'agit de l'un des quatre laboratoires du pays de ce niveau (30 laboratoires de catégorie P3) avec notamment celui des Hôpitaux universitaires de Genève.